# アガトーン
アガトーン（古希: Ἀγάθων、古代ギリシア語ラテン翻字: Agathōn、紀元前448年頃 - 紀元前400年）は、古代ギリシアの悲劇詩人である。長母音を省略してアガトンとも表記される。エウリピデスやプラトンの友人だった。
アガトーンの作品は断片が僅かに残っているだけだが、アリストパネスの『女だけの祭』や、プラトンの『饗宴』に登場人物として出てくることで有名である。『饗宴』の舞台は、アガトーンが最初の悲劇の優勝（紀元前416年）を祝して催された饗宴である。アガトーンはまた、『饗宴』と『プロタゴラス』に登場するアテナイのパウサニアスの長年（10年から15年）の愛人（少年愛におけるエローメノス）であった。そのパウサニアスとともにアガトーンは後に、劇作家を募っていたマケドニア王国のアルケラオス1世の王宮に移り、おそらくそこで亡くなったものと思われる。
アガトーンはギリシア演劇にいろいろな革新をもたらした。アリストテレスが伝えるところによれば、当時の演劇は一般にギリシア神話を題材とすることが普通だったのに、アガトーンの『アンテウス』のプロットは全くのオリジナルで、また、テーマに関係のないコロスの歌をドラマの中に任意に挿入した最初の人物もアガトーンだと述べている。
プラトンは『饗宴』の中でアガトーンを、身なりの良い、洗練されたマナーを身につけた美青年として描いている。さらに、アガトーンのエロース讃美の演説に対して、ソクラテスにゴルギアスの演説によく似ていると指摘させている。アリストパネスの喜劇『女だけの祭』はアガトーンのスタイルを茶化したもので、アガトーン自身も登場する。

アリストパネスと同時代人の喜劇作家のプラトンもアガトーンへの恋愛詩を歌っている。